# بلاد (موسيقى)

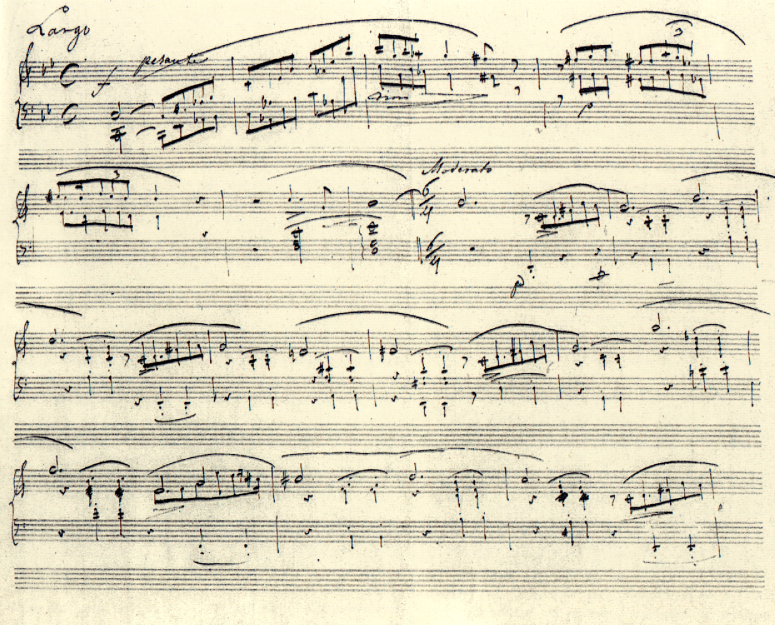
Ballade no.1 in G minor

البَلّاد أو (نقحرة: بالاد) (بالإنجليزية: ballad)‏ هو شكل شعري، يقوم غالبًا مقام نص سردي على خلفية موسيقية. اشتُقت مقطوعات البَلَّاد من أغاني البَلَّاديه الفرنسية القروسطية (بالفرنسية: chanson balladée أو ballade)، التي كانت في الأصل «أغاني راقصة». وكان البَلَّاد سمة مميزة على وجه التحديد للغناء والشعر الشعبيين في بريطانيا وأيرلندا منذ أواخر القرون الوسطى وحتى القرن التاسع عشر. واستُخدمت مقطوعات البَلَّاد على نحو واسع في أنحاء أوروبا، ثم لاحقًا في أستراليا وشمال إفريقيا وأمريكا الشمالية وأمريكا الجنوبية. وغالبًا ما يتكون البَلَّاد من 13 سطرًا تُكتب وفق صيغة ABABBCBC الشعرية، وتتألف من مقاطع شعرية ثنائية (بيتان شعريان في كل مقطع) مقفاة، بحيث يتكون كل مقطع من 14 وحدة لفظية. ومن الصيغ الشعرية الشائعة الأخرى شكل يقوم على تكرار صيغة ABAB أو ABCB، بسطور تتألف من ثماني وست وحدات لفظية على التناوب.
كُتب العديد من مقطوعات البَلَّاد وبِيع على شكل أوراق مفردة مطبوعة على جانب واحد. وكثيرًا ما استُخدم هذا الشكل من قِبل الشعراء والمؤلفين الموسيقيين بدءًا من القرن الثامن عشر لإنتاج مقطوعات بَلَّاد غنائية. وفي أواخر القرن التاسع عشر، بات المصطلح يشير إلى شكل بطيء من أغاني الحب الشعبية، وكثيرًا ما يُستخدم للدلالة على كل أغاني الحب، ولا سيما أغاني البَلَّاد العاطفية في موسيقى البوب والروك، على الرغم من ارتباط المصطلح في الوقت نفسه بمفهوم الأغاني أو القصائد ذات الأسلوب السردي المحدد، وبالأخص عند استخدامه عنوانًا لعمل فني من شكل آخر مثل الأفلام.

## نشأته
اشتُق اسم البَلَّاد من الأغاني الراقصة السكوتلندية القروسطية التي تًسمى باسم «البالار» (باللاتينية: ballares)، من نفس الجذر الذي اشتُق منه اسم رقص الباليه، وكذلك حال الشكل البديل المنافس الذي بات يُعرف باسم البَلَّاد الفرنسي. ولكون مقطوعات البَلَّاد أغاني سردية، فمن المحتمل أن تكون فكرتها الرئيسية ووظيفتها قد جاءت من منشأ يعود إلى تراث رواية القصص الاسكندنافي والجرماني الذي يُمكن تمييزه في قصائد مثل بيوولف. ومن الناحية الموسيقية، تأثرت مقطوعات البَلَّاد بأغاني المينيليدر (بالألمانية: Minnelieder) التي تنتمي إلى شكل المينيزانغ (بالألمانية: Minnesang) التراثي. ويتجسد أقدم مثال لمقطوعة تنتمي إلى شكل البَلَّاد على نحو يمكن التعرف عليه ضمن إنجلترا في مقطوعة «يهوذا» التي وُجدت في مخطوط يعود إلى القرن الثالث عشر.

## خارج أوروبا

### مقطوعات البَلَّاد الأمريكية
جرى التعرف على أصول مستمدة من البَلَّاد البريطاني التقليدي أو ذي الأوراق المفردة في نحو 300 مقطوعة بَلَّاد مغناة في أمريكا الشمالية. ويُذكر من بين الأمثلة أغنية «ذا ستريتس أوف لاريدو»، التي عُثر عليها في بريطانيا وأيرلندا باسم «ذا أنفورتشنيت ريك». وفي المقابل، جرى تحديد 400 مقطوعة أخرى ابتُكرت في أمريكا، من بين أكثرها شهرة أغنيتا «ذا بَلَّاد أوف ديفي كروكيت» و«جيسي جيمس». وأصبحت هذه المقطوعات موضعًا للاهتمام المتزايد من قِبل الباحثين في القرن التاسع عشر، وسُجل معظمها أو فُهرِس على يد جورج مالكولم لوز، على الرغم من اكتشاف أصول بريطانية لبعضها منذ ذلك الوقت إلى جانب جمع أغانٍ إضافية أخرى. وعادةً ما تُعتبر هذه المقطوعات أقرب بشكلها إلى البَلَّاد البريطاني ذي الأوراق المفردة، ويصعب التمييز بين النمطين إلى حد كبير من حيث الأسلوب، غير أنها تُظهر اهتمامًا محددًا بالمهن والأسلوب الصحفي وكثيرًا ما تفتقر إلى البذاءة التي تميز البَلَّاد البريطاني ذي الأوراق المفردة.

### بَلَّاد البلوز
يُنظر إلى مقطوعات بَلَّاد البلوز على اعتبارها مزاوجة بين الأساليب الموسيقية الإنجليزية الأمريكية والإفريقية الأمريكية منذ القرن التاسع عشر. وتميل مقطوعات بَلَّاد البلوز إلى التعامل مع شخصيات رئيسية نشيطة، عادةً ما تكون عبارةً عن أبطال مخالفين للعرف، يقاومون المِحن والسلطة، غير أنها كثيرًا ما تفتقر إلى البنية السردية القوية وتستعيض عن ذلك بالتركيز على الشخصيات. وكان غناؤها غالبًا يترافق مع عزف على آلات البانجو والإيتار وفق صيغة البلوز الموسيقية. ويُذكر من بين أشهر مقطوعات بَلَّاد البلوز تلك التي تتحدث عن جون هنري وكيسي جونز.

### بَلَّاد الأحراش (بوش بَلَّاد)
(بالإنجليزية: Bush ballad). وصل البَلَّاد إلى أستراليا عن طريق المستوطنين الأوائل القادمين من بريطانيا وأيرلندا، وحظي بموطئ قدم راسخ في المناطق الريفية النائية. وكثيرًا ما ارتبطت الأغاني والقصائد والحكايات المقفاة المكتوبة وفق شكل البَلَّاد بالروح الجوالة المتمردة التي تميز مناطق الأحراش الأسترالية، ودرجت الإشارة إلى مؤلفيها ومؤديها باسم شعراء الأحراش. وقد مثّل القرن التاسع عشر العصر الذهبي لمقطوعات بَلَّاد الأحراش. وانكب العديد من الجامعين على فهرسة هذه الأغاني، بمن فيهم جون ميريديث الذي تحول تدوينه الذي وضعه في خمسينيات القرن العشرين إلى القاعدة التي قامت عليها المجموعة الموجودة في المكتبة الوطنية الأسترالية. تروي هذه الأغاني قصصًا شخصية تتحدث عن الحياة في الريف الأسترالي الشاسع المفتوح، ويُذكر من بين المواضيع الشائعة التي تتناولها عمل المناجم، وتربية الماشية ورعيها، وجز صوف الخراف، والتجوال، وقصص الحرب، وإضراب جزازي الصوف الأستراليين في عام 1891، والنزاعات الطبقية بين الطبقة العاملة التي لا تملك أرضًا وبين محتلي الأراضي بغي حق (الملّاك)، والخارجون عن القانون من أمثال نيد كيلي، إضافة إلى شؤون الحب ومشاغل أكثر حداثة مثل قيادة الشاحنات. وأكثر أغاني بَلَّاد الأحراش شهرةً هي «والتزنج ماتيلدا»، التي يُطلق عليها لقب «النشيد الوطني غير الرسمي لأستراليا».

## أغاني البَلَّاد العاطفية
تعود نشأة أغاني البَلَّاد العاطفية، التي تسمى أحيانًا الأغاني المدرة الدموع «التير جيركر» (بالإنجليزية: tear-jerkers) أو بَلَّاد الصالونات «دراوينغ روم بَلَّاد» (بالإنجليزية: drawing-room ballads) بسبب شعبيتها بين أفراد الطبقة الوسطى، إلى صناعة الموسيقى في «تين بان آلي» أواخر القرن التاسع عشر. وكانت هذه الأغاني تتصف على العموم بكونها عاطفية وسردية وإنشادية، وكانت تُنشر كل على حدة أو باعتبارها جزءًا من عمل أوبرالي (متحدرة ربما من البَلَّاد ذي الأوراق المفردة، لكنها تعتمد على تدوين موسيقي، إضافة إلى كونها ذات تأليف موسيقي جديد عادةً). ويُذكر من بين هذه الأغاني «ليتل روزوود كاسكت» (1870)، و«آفتر ذا بول» (1892)، و«داني بوي». وأدى هذا الارتباط بالنزعة العاطفية إلى استخدام مصطلح «بَلَّاد» للتعبير عن أغاني الحب البطيئة بدءًا من خمسينيات القرن العشرين. ويُذكر من بين التنويعات الحديثة على هذا اللون كل من «بَلَّاد الجاز» و«بَلَّاد البوب» و«بَلَّاد الروك» و«بَلَّاد الآر أند بي» و«الباور بَلَّاد».